# Colletes patagonicus
Colletes patagonicus är en biart som beskrevs av Carlos Schrottky 1907. Colletes patagonicus ingår i släktet sidenbin, och familjen korttungebin. Inga underarter finns listade i Catalogue of Life.